# Ninja Combat
Ninja Combat es un videojuego beat 'em up de desplazamiento lateral de 1990 desarrollado por Alpha Denshi y publicado por SNK. Fue uno de los títulos de lanzamiento tanto para los sistemas Neo Geo MVS (arcade) como AES (hogareño).

## Jugabilidad
La aventura lleva a los héroes ninjas desde un parque de diversiones hasta la cima de una torre. En el camino, deberán sobrevivir a los ataques interminables de los miembros de Kage Ichizoku y sus secuaces. Los protagonistas Joe y Hayabusa utilizan shurikens como su arma principal, aunque otras armas que los ayudarán en el camino son los nunchaku, mazas, trinquetes, hachas de batalla, palos con púas y espadas katana. Se puede usar un ataque especial de salto mortal para derribar a varios enemigos seguidos. Como arte de ninpo kairou, se puede invocar un dragón de fuego (Joe) o un rayo (Hayabusa) para destruir a todos los enemigos en la pantalla.
Los héroes morirán si se les acaba la fuerza vital o se acaba el tiempo. Por cada 1.500 puntos obtenidos o por cada cápsula dorada que recojan, ganarán una vida extra.
Existen siete niveles en total.

## Trama
La historia, ambientada en el año «199X», se centra en los guerreros ninjas gemelos llamados Joe (ジョー) y Hayabusa (ハヤブサ, lit. «Halcón») (que no debe confundirse con Joe Musashi o Ryu Hayabusa), quienes están librando una batalla contra un clan ninja malvado, Kage Ichizoku (影一族, lit. «Familia de las Sombras»). Su misión es abrirse paso hasta la fortaleza enemiga, la Torre Ninja (ニンジャタワー, «Ninjatawa»), que ha emergido del océano en el centro de la ciudad de Nueva York, para derrotar de una vez por todas a la Familia de las Sombras y a su líder, el hechicero demonio Genyousai, que se creía muerto hace mucho tiempo. Cuando son derrotados, tres de los minijefes: Musashi (ムサシ), Kagerow (カゲロウ, lit. «Mayfly») y Gembu (ゲンブ), se convierten en aliados y luchan junto a Joe y Hayabusa como personajes jugadores opcionales. Si los héroes salen victoriosos, Genyousai es destruido y la Torre Ninja se derrumba.

## Liberar
Ninja Combat se lanzó originalmente en las salas de juegos japonesas el 24 de julio de 1990. Su versión doméstica se lanzó internacionalmente para Neo Geo en 1991 y para Neo Geo CD el 31 de octubre de 1994 solo en Japón. La banda sonora original de Ninja Combat y The Super Spy, junto con las versiones arregladas por SNK Sound Team y KONNY, fue publicada por Pony Canyon y Scitron el 21 de noviembre de 1990.
Ninja Combat fue relanzado a través del servicio de descarga de la Consola Virtual de Nintendo en Europa y Australia el 26 de octubre de 2007, y en Norteamérica el 2 de junio de 2008. También es uno de los cinco juegos porteados a la PlayStation 2 en la compilación de juegos ADK Damashii en 2008.

## Recepción
En Japón, Game Machine incluyó al juego en su edición del 15 de diciembre de 1990 como el decimoctavo juego de arcade más popular en ese momento. Fue un éxito de arcade en Norteamérica. Las listas de arcade de RePlay incluyeron a Ninja Combat como el segundo kit de conversión de software más popular de noviembre a diciembre de 1990, y luego como el kit de conversión de software de mayor recaudación en enero de 1991.
El título tuvo una recepción mixta de los críticos desde su lanzamiento en arcades y otras plataformas. Los cuatro críticos de Electronic Gaming Monthly elogiaron la presentación audiovisual y los personajes jugables que tienen su propio estilo de lucha, pero criticaron la versión AES de Neo Geo por usar créditos ilimitados, su duración corta, baja dificultad y jugabilidad repetitiva. Julian Boardman de Raze también compartió una opinión similar, afirmando que el uso de créditos ilimitados obstaculizaba tanto la jugabilidad como el desafío. Sin embargo, Tony Dillon de ACE discutió este sentimiento al afirmar en su reseña que la función de créditos ilimitados era un defecto de diseño de hardware en el primer lote de sistemas AES. Dillon aclamó la presentación audiovisual del juego, afirmando que «este juego está cumpliendo lo que Neo Geo promete: una máquina arcade estándar para el hogar», pero criticó su corta duración.
La revista francesa Joystick consideró a Ninja Combat como uno de los mejores beat 'em ups en consolas y lo comparó con Double Dragon y Final Fight, elogiando el audio y las imágenes, así como las animaciones de sprites y los controles, pero criticó la corta duración general. Alberto Pascual de Superjuegos elogió la capacidad del juego para reclutar minijefes derrotados como personajes jugables y el modo para dos jugadores, pero tuvo opiniones encontradas en cuanto a la originalidad mostrada. Computer and Video Games Mean Machines comparó el título con Shadow Warriors, elogiando la presentación audiovisual, pero criticando la jugabilidad por ser aburrida y monótona, poca dificultad y corta duración. De manera similar, la publicación italiana Consolemania también lo comparó con Shadow Warriors, aclamando los gráficos, pero criticando ciertos aspectos tanto del audio como de la jugabilidad.

### Retrospectivo
Retrospectivamente, los lanzamientos de Neo Geo y Wii tienen una puntuación del 38% en el sitio web agregador de reseñas GameRankings según tres reseñas. Kyle Knight de AllGame criticó duramente su diseño general, gráficos inaceptables, audio, controles, problemas técnicos y jugabilidad barata, afirmando que «Ninja Combat es un juego mal concebido y mal ejecutado». Dan Whitehead de Eurogamer afirmó que Ninja Combat era una «copia» de otros títulos del género beat 'em up como Shinobi (1987), Ninja Gaiden (1988) y Streets of Rage (1991), elogiando los gráficos y la capacidad de reclutar personajes adicionales, pero criticando la detección de colisiones, animaciones rígidas, controles deficientes, falta de ideas y corta duración.
Lucas M. Thomas de IGN lo llamó «una experiencia de juego profundamente poco atractiva», opinando que «cualquier cosa potencialmente innovadora o interesante sobre Ninja Combat queda totalmente derrotada por su control terriblemente rígido y programación excesivamente difícil». Damien McFerran de Nintendo Life criticó las imágenes por no ser inspiradas y los diseños de los personajes, afirmando que su jugabilidad no es comparable a Streets of Rage o Final Fight.